# Prix Mystère de la critique
Le prix Mystère de la critique a été créé en 1972 par la revue Mystère magazine, publiée par les éditions OPTA de 1948 à 1976, et continue d’être attribué chaque année par son fondateur, Georges Rieben, et son équipe. Il a pour caractéristique d’avoir survécu à la disparition du magazine.
Le prix Mystère de la critique est un des plus anciens prix français récompensant un roman policier.
La remise du prix a lieu à la bibliothèque des littératures policières depuis 2011.
Le prix se distingue en deux catégories, roman français et roman étranger.

## Lauréats du prix du meilleur roman français
- 1972 : Albert Simonin : Hotu soit qui mal y pense, Éditions Gallimard (Série noire), 1971
- 1973 : Fred Kassak : Nocturne pour un assassin, Presses de la Cité (Suspens), 1972
- 1974 : Boileau-Narcejac : Le Secret d'Eunerville, Librairie des Champs-Élysées, 1973
- 1975 : Raf Vallet : Adieu Poulet, Éditions Gallimard (Super noire), 1974
- 1976 : Louis C. Thomas : La Place du mort, Éditions Denoël (Sueurs froides), 1975
- 1977 : Georges-Jean Arnaud : Enfantasme, Fleuve noir (Spécial Police 1976 et A. D. G. : L'otage est sans pitié, Éditions Gallimard (Super noire), 1976  (ex æquo)
- 1978 : Michel Grisolia : L’Inspecteur de la mer, Éditions Jean-Claude Lattès
- 1979 : Alain Demouzon : Mes crimes imparfaits, Flammarion, 1978
- 1980 : Jean Vautrin : Bloody Mary, Mazarine (Romans), 1979
- 1981 : Jean-François Coatmeur : La Bavure, Éditions Denoël (Sueurs froides), 1980
- 1982 : Brice Pelman : Attention les fauves, Fleuve noir (Spécial Police), 1981
- 1983 : Albert Davidson : Élémentaire mon cher Holmes, Éditions Denoël (Sueurs froides), 1982
- 1984 : Tito Topin : 55 de fièvre, Éditions Gallimard (Série noire), 1983
- 1985 : Pierre Magnan : La Maison assassinée, Éditions Denoël, 1984
- 1986 : Jean Amila : Au balcon d'Hiroshima, Éditions Gallimard (Série noire), 1985
- 1987 : Didier Daeninckx : Play-Back, Éditions de L'instant (L'Instant Noir), 1986
- 1988 : Daniel Pennac : La Fée carabine, Éditions Gallimard (Série noire), 1987
- 1989 : Patrick Raynal : Fenêtre sur femmes, Éditions Albin Michel, 1988
- 1990 : Joseph Bialot : Un violon pour Mozart, Éditions Gallimard (Série noire), 1989
- 1991 : Jacques Syreigeol : Une mort dans le Djebel, Éditions Gallimard (Série noire), 1990
- 1992 : Tonino Benacquista : La Commedia des ratés, Éditions Gallimard (Série noire), 1991
- 1993 : Jean-Bernard Pouy : La Belle de Fontenay, Éditions Gallimard (Série noire), 1992
- 1994 : Thierry Jonquet : Les Orpailleurs, Éditions Gallimard (Série noire), 1993
- 1995 : Jean-Hugues Oppel : Brocéliande-sur-Marne, Éditions Rivages (Rivages/Noir), 1994
- 1996 : Fred Vargas : Debout les morts, Viviane Hamy (Chemins nocturnes), 1995
- 1997 : Pascal Dessaint : Bouche d’ombre, Éditions Rivages (Rivages/Noir), 1996
- 1998 : Hugues Pagan : Dernière station avant l'autoroute, Éditions Rivages (Rivages/Thriller), 1997
- 1999 : Thierry Jonquet : Moloch, Gallimard (Série noire), 1998
- 2000 : Fred Vargas : L'Homme à l'envers, Viviane Hamy (Chemins nocturnes), 1999
- 2001 : Alain Demouzon : La Promesse de Melchior, Calmann-Levy (Melchior), 2000
- 2002 : Dominique Manotti : Nos fantastiques années fric, Éditions Rivages (Rivages/Thriller), 2001
- 2003 : Claude Amoz : Bois-Brûlé, Éditions Rivages (Rivages/Noir), 2002
- 2004 : Michèle Rozenfarb : L'Homme encerclé, Éditions Gallimard (Série noire), 2003
- 2005 : Hervé Le Corre : L'Homme aux lèvres de saphir, Éditions Rivages (Rivages/Noir), 2004
- 2006 : Jean-Hugues Oppel : French Tabloïds, Éditions Rivages (Rivages/Thriller), 2005
- 2007 : Dominique Manotti : Lorraine Connection, Éditions Rivages (Rivages/Thriller), 2006
- 2008 : Pascal Dessaint : Cruelles Natures, Éditions Rivages (Rivages/Thriller), 2007
- 2009 : Caryl Férey : Zulu, Éditions Gallimard (Série noire), 2008
- 2010 : Hervé Le Corre : Les Cœurs déchiquetés, Éditions Rivages (Rivages/Thriller), 2009
- 2011 : Marin Ledun : La Guerre des vanités, Éditions Gallimard (Série noire), 2010
- 2012 : Marcus Malte : Les Harmoniques, Éditions Gallimard (Série noire), 2011
- 2013 : Olivier Truc : Le Dernier Lapon, Éditions Métailié (Noire), 2012
- 2014 : Romain Slocombe : Première Station avant l'abattoir, Éditions du Seuil (Seuil Policiers), 2013
- 2015 : Nicolas Mathieu : Aux Animaux la guerre[1], Actes Sud, Actes noirs
- 2016 : DOA : Pukhtu : Primo[2], Éditions Gallimard (Série noire)
- 2017 : Cloé Mehdi : Rien ne se perd, Éditions Jigal
- 2018 : Franz Bartelt : Hôtel du Grand Cerf, Éditions du Seuil
- 2019 : Patrick Pécherot : Hével, Éditions Gallimard (Série noire)
- 2020 : Thomas Cantaloube : Requiem pour une République, Gallimard (Série noire) et Richard Morgiève : Le Cherokee, Joëlle Losfeld (ex æquo)
- 2021 : Sébastien Rutés : Mictlan, Gallimard
- 2022 : Frédéric Paulin : La Nuit tombée sur nos âmes, Agullo Éditions
- 2023 : Jérôme Leroy : Les Derniers Jours des fauves, La Manufacture de livres
- 2024 : Roxanne Bouchard : La Mariée de corail, Éditions de l'Aube
- 2025 : Frédéric Paulin : Nul ennemi comme un frère, Agullo Éditions

## Lauréats du prix du meilleur roman étranger
- 1972 : Donald E. Westlake : Pierre qui brûle, Éditions Gallimard (Série noire), 1971, États-Unis
- 1973 : Pas de lauréat
- 1974 : Pas de lauréat
- 1975 : Pas de lauréat
- 1976 : Andrew Garve : Le Scandale Lester, Éditions OPTA (Littératures policières), 1975, Grande-Bretagne
- 1977 : Pas de lauréat
- 1978 : Pas de lauréat
- 1979 : Eric Ambler : Les Trafiquants d'armes, les Humanoïdes associés, 1978, Grande-Bretagne
- 1980 : Jack Vance : Méchant Garçon, 2d. PAC (Red Label), 1979, États-Unis
- 1981 : Malcolm Braly : La rue devient folle, Éditions Gallimard (Série noire), 1980, États-Unis
- 1982 : Robert Ludlum : La Mémoire dans la peau, Éditions Robert Laffont (Best sellers) 1981, États-Unis
- 1983 : James McLendon : La Cavale d'Eddie Macon, Éditions Denoël (Sueurs froides), 1982, États-Unis
- 1984 : Robin Cook : On ne meurt que deux fois, Éditions Gallimard (Série noire), 1983, Grande-Bretagne
- 1985 : William P. McGivern : La Nuit de l’égorgeur, Presses de la Cité (Paniques), 1984, États-Unis
- 1986 : William Bayer : Une tête pour une autre, Éditions Robert Laffont (Best-sellers), 1985, États-Unis
- 1987 : Tom Topor : L’Orchestre des ombres, Éditions Gallimard (Série noire), 1986, États-Unis
- 1988 : -ky : Robin des bois est mort, Éditions Le Mascaret, 1987
- 1989 : James Crumley : Fausse Piste, Christian Bourgois, 1988, États-Unis
- 1990 : James Ellroy : Le Grand Nulle part, Éditions Rivages (Rivages/Thriller), États-Unis
- 1991 : Thomas Harris : Le Silence des agneaux, Éditions Albin Michel, 1990, États-Unis
- 1992 : James Lee Burke : Black Cherry Blues, Éditions Rivages (Rivages/Thriller), 1991, États-Unis
- 1993 : Francisco González Ledesma : La Dame de cachemire, Éditions Gallimard (La Noire), 1992, Espagne
- 1994 : Philip Kerr : L'Été de cristal, Librairie des Champs Élysées (Le Masque), 1993, Écosse
- 1995 : Robin Cook : Quand se lève le brouillard rouge, Éditions Rivages (Rivages/Thriller), 1994, Grande-Bretagne
- 1996 : Caleb Carr : L'Aliéniste, Presses de la Cité, 1995, États-Unis
- 1997 : Robert Harris : Enigma, Plon, 1996, Grande-Bretagne
- 1998 : Michael Connelly : Le Poète, Éditions du Seuil (Seuil Policiers), 1997, États-Unis
- 1999 : Andrea Camilleri : La Forme de l’eau, Fleuve noir (Fleuve Noir), 1998, Italie
- 2000 : Henning Mankell : Le Guerrier solitaire, Éditions du Seuil (Seuil Policiers), 1999, Suède
- 2001 : Donald E. Westlake : Le Contrat, Éditions Rivages (Rivages/Thriller), 2000, États-Unis
- 2002 : Boris Akounine : Azazel, Presses de la Cité (Une aventure d’Eraste Fandorine), 2001, Russie
- 2003 : Dennis Lehane : Mystic River, Éditions Rivages (Rivages/Thriller), 2002, États-Unis
- 2004 : Deon Meyer : Les Soldats de l'aube, Éditions du Seuil (Seuil Policiers), 2003, Afrique du Sud
- 2005 : William Bayer : Le Rêve des chevaux brisés, Éditions Rivages (Rivages/Thriller), 2004, États-Unis
- 2006 : Arnaldur Indriðason : La Cité des jarres, Éditions Métailié (Suites : suite nordique), 2005, Islande
- 2007 : Francisco González Ledesma : Cinq femmes et demie, Éditions de L'Atalante (Insomniaques et ferroviaires), 2006, Espagne
- 2008 : Daniel Woodrell : Un hiver de glace, Éditions Rivages (Rivages/Thriller), 2007, États-Unis
- 2009 : James Lee Burke : Dernier Tramway pour les Champs-Élysées, Éditions Rivages (Rivages/Thriller), 2008, États-Unis
- 2010 : Jack O’Connell : Dans les limbes, Éditions Rivages (Rivages/Thriller), 2009, États-Unis
- 2011 : William Gay : La Mort au crépuscule, Éditions du Masque (Grands formats), 2010, États-Unis
- 2012 : Stuart Neville : Les Fantômes de Belfast, Éditions Rivages (Rivages/Thriller), 2011, Grande-Bretagne
- 2013 : Donald Ray Pollock : Le Diable, tout le temps, Éditions Albin Michel (Romans), 2012, États-Unis
- 2014 : Emily St. John Mandel : On ne joue pas avec la mort, Éditions Rivages (Rivages/Thriller), 2013, États-Unis
- 2015 : Shannon Burke : 911[1], Sonatine Éditions, 2014, États-Unis
- 2016 : Jake Hinkson : L’Enfer de Church Street[2], Éditions Gallmeister, États-Unis
- 2017 : Don Winslow : Cartel[3], Éditions du Seuil, États-Unis
- 2018 : Colin O’Sullivan : Killarney Blues, Éditions Rivages, Irlande
- 2019 : Gabriel Tallent : My Absolute Darling, Éditions Gallmeister, États-Unis
- 2020 : Chris Offutt : Nuits appalaches, Éditions Gallmeister, États-Unis
- 2021 : Dror Mishani : Une, deux, trois, Gallimard (Série noire), Israël
- 2022 : Jurica Pavičić : L'Eau rouge, Agullo Éditions, Croatie
- 2023 : Alan Parks : Bobby Mars Forever, Éditions Payot et Rivages, Écosse
- 2024 : Dennis Lehane : Le Silence, Éditions Gallmeister, États-Unis
- 2025 : S. A. Cosby : Le Sang des innocents, Sonatine Éditions